# Instituto Nacional de Estatística (Angola)
O Instituto Nacional de Estatística (INE) é um órgão público angolano responsável pela informação estatística oficial da República de Angola.

## Histórico
A origem de um órgão vocacionado aos estudos estatísticos em Angola remonta ao ano de 1933, com a criação da Repartição de Estatística Geral, tendo como diretor Alberto de Lemos, porém ainda sendo um órgão dependente da Direção dos Serviços de Economia do Ministério das Colónias. Uma das primeiras atribuições do órgão foi realizar o "Censo Geral da População" de Angola, realizado em 1940.
Na década de 1940 o órgão foi renomeado como "Repartição de Censos e Estatística", e tornou-se a "Direcção dos Serviços do Comercio e Estatística" em 1964. No mesmo ano, sua denominação foi alterada para "Direcção Provincial dos Serviços de Economia e Estatística Geral" como forma de confrontar a rejeição da designação oficial das possessões ultramarinas portuguesas pelo Conselho de Segurança da ONU em 1963. A ditadura de António Salazar queria usar o termo para expressar que as colônias portuguesas eram parte da metrópole e que, assim, buscava manter longe da onda de descolonização no resto da África.
Nesse contexto, o regime do Estado Novo português implementou diversas reformas administrativas, algumas das quais cosméticas diante da crescente pressão internacional. No entanto, elas também se tornaram necessárias devido ao forte crescimento econômico de Angola entre 1960 e o início da década de 1970. Durante esse período, o país tornou-se um grande exportador de petróleo e o maior produtor de café da África, e uma onda de imigração teve início, especialmente de Portugal. Isso também exigiu uma maior reestruturação e expansão da autoridade estatística. O órgão recebeu nova denominação em 1967, quando passou a ser chamado de "Direcção dos Serviços de Estatística", pela primeira vez como órgão independente.
Após a independência nacional angolana, em 1976 o órgão mudou sua denominação para "Direcção Nacional de Estatística", e em 1983 recebeu o nome que mantém até a atualidade, isto é, "Instituto Nacional de Estatística" (INE). João Baptista Machado acabou por permanecer como Director Nacional de Estatística entre 1972 e 1976, sendo assim o primeiro da era pós-colonial. Porém, foi o estatístico e demógrafo goês-angolano Luís Filipe Nery de Sousa Colaço quem reformulou o órgão para a realidade de Angola independente, permanecendo na liderança do órgão até 1989.
Entre 1983 e 1987, o INE realizou seu primeiro censo como órgão de uma nação soberana, que, no entanto, ficou aquém dos padrões de um censo abrangente, principalmente devido à Guerra Civil Angolana, não conseguindo assim abranger com precisão todo o território nacional.
Os primeiros censos completos de Angola independente foram realizados em 2014 e 2024. Eles são organizados e divulgados pelo INE como Censo 2014 e Censo 2024.

## Estrutura e atividades
O Instituto Nacional de Estatística é dirigido por um Diretor-Geral. Oito departamentos principais e filiais regionais reportam a ele.
A instituição tem personalidade jurídica e capacidade jurídica próprias, e dispõe de autonomia administrativa, financeira e técnica. Em 2023 o INE era composto por 8 departamentos principais, sendo:
- Contas Nacionais e Coordenação Estatística;
- Estatísticas Econômicas e Financeiras;
- Estatísticas Demográficas e Sociais;
- Censos e Inquéritos;
- Informação e Difusão;
- Apoio e Direção Geral;
- Recursos Humanos, Administração e Finanças;
- Tecnologias da Informação.

Também são mantidos escritórios regionais em todas as capitais provinciais de Angola.

## Base jurídica
As principais bases legais para os inquéritos estatísticos são:
- Lei do Sistema Estatístico Nacional de Angola (Lei n.º 3/11, de 14 de janeiro de 2011);
- Estatuto Orgânico do INE (Decreto Presidencial n.º 27/17);[10]
- Sistema Estatístico Nacional (Decreto Presidencial n.º 28/17);[11]
- Regulamento das Transgressões Estatísticas (Decreto Presidencial n.º 138/17, de 21 de junho de 2017).